# Conseil du Roi
Il Conseil du Roi (pronuncia francese: [kɔ̃sɛj dy ʁwa]) o Consiglio del re è il termine generale con il quale si indica l'apparato amministrativo e di governo atto a preparare le decisioni e consigliare il re di Francia durante il periodo dell'Ancien Régime.
Alla base della monarchia francese era il principio secondo cui il re non potesse agire senza il parere di un proprio consiglio. Sotto Carlo V di Francia venne addirittura stabilito che il re dovesse prendere decisione solo dopo "buone e prudenti deliberazioni" (in francese bonne et mûre délibération) e tale principio venne mantenuto dai suoi successori; la formula di chiusura negli atti reali "le roi en son conseil" esprimeva questo aspetto deliberativo. Anche durante il periodo dell'assolutismo francese l'espressione "car tel est notre bon plaisir" ("perché tale è il nostro piacere") si applicava alle decisioni reali prese previo consulto del consiglio.
L'amministrazione dello Stato francese intraprese una lunga evoluzione con l'inizio del periodo moderno, finché un vero e proprio apparato amministrativo, basato sulla vecchia nobiltà, sulla nuova nobiltà di cancelleria (nobiltà di toga) e sugli amministratori di professione sostituì il sistema delle clientele di origine feudale.

## Generalità

### Ruolo
I re di Francia tradizionalmente avevano un loro entourage di consiglieri (vassalli, chierici, ecc.) che consultavano prima di prendere decisioni importanti (nel primo medioevo il suo entourage venne definito talvolta familia), ma solo a partire dal XII secolo questa deliberazione assunse la forma di un'istituzione vera e propria chiamata la Corte del re (in latino Curia Regis).
Il consiglio aveva a ogni modo un valore puramente consultivo: la decisione finale spettava sempre al re. Anche se i giuristi (in particolare nel XVI secolo) lodarono largamente i vantaggi di un governo consultivo (con l'accordo dei suoi consiglieri, il re poteva più facilmente imporre le proprie decisioni, anche se impopolari, dividendo le responsabilità con i suoi consiglieri), essi non giunsero mai a dire che le decisioni del re dovessero essere legate a quelle dei suoi ministri. Le fazioni che si schierarono contro la presenza dei ministri furono gli ugonotti e la lega cattolica nella seconda metà del XVI secolo.
Il consiglio si occupava di tutte le materie pertinenti il governo e l'amministrazione reale, sia in tempo di pace che in tempo di guerra. Nel suo consiglio il re riceveva ambasciatori, siglava trattati, nominava amministratori e dava istruzioni (chiamate dal XII secolo mandement), elaborava le leggi del reame (dette ordonnance). Il consiglio era inoltre tribunale supremo e discuteva quelle cause che il re reputava materia règia ("justice retenue") o decideva di discutere personalmente.
Gli incontri del consiglio, inizialmente irregolari, si tennero ogni giorno a partire dal XV secolo.
Oltre al consiglio del re il governo di consultazione del Paese dipendeva inoltre da altre istituzioni permanenti come gli Stati Generali e gli Stati Provinciali. Il Parlamento di Parigi era esso stesso un prodotto del Conseil du Roi: originariamente corpo consultivo della Curia Regis, a partire dal XIII secolo iniziò ad avere funzioni giudiziarie e vi venne definitivamente separato nel 1254.

### Composizione delConseil du Roi
La composizione del consiglio regio cambiò costantemente nei secoli a seconda delle necessità e dei desideri del re.
I consigli medievali generalmente includevano:
- il principe ereditario (il "delfino") – se era in età per parteciparvi.
- i "grand" – i membri più influenti della nobiltà e della chiesa francese.

I consigli medievali solitamente escludevano:
- la regina (sia la regina consorte che la regina madre) – l'influenza della regina perse un diretto ruolo politico dal XIII secolo, a eccezione dei periodi di reggenza; la regina prendeva parte al consiglio solo in casi eccezionali.

- parenti stretti del re, tra cui i figli ultimogeniti, i nipoti e i principi di sangue reale ("prince du sang") – essi erano spesso sospettati di ambizioni politiche o complotti.

L'aristocrazia feudale mantenne il controllo sul consiglio del re sino al XV secolo. Le posizioni più importanti a corte erano quelle dei Grandi uffici della Corona di Francia, capeggiati dal connétable (ufficiale militare capo; posizione eliminata nel 1627) e dal cancelliere. Certi re non furono in grado di ridurre l'importanza del consiglio (Luigi X, Filippo VI, Giovanni II, Carlo VI), mentre altri lo posero nettamente in secondo piano (Carlo V, Luigi XI, Francesco I). Nel XVI secolo questi consiglieri con competenze amministrative e di governo (dignitari religiosi, presidenti dei tribunali provinciali, ecc.) iniziarono a essere convocati a consiglio con uno speciale invito (o "brevet") e presero pertanto il nome di "conseillers à brevet".
Nei secoli il numero sempre crescente di giuristi (o "légiste"), generalmente educati alla Sorbonne di Parigi fece sì che i membri del consiglio si specializzassero sempre più. Questi giuristi, provenienti perlopiù dalla piccola nobiltà o dalla borghesia, (le cui posizioni assicuravano a loro o ai loro eredi la nobiltà, chiamata per questo anche "nobiltà di toga" o nobili di cappa) aiutarono il re nella preparazione e nella resa legale delle sue decisioni. Essi formarono il primo nucleo del servizio civile nell'amministrazione reale che consentì di dare stabilità e continuità al consiglio reale, malgrado le molte riorganizzazioni che subì. Questi consiglieri, chiamati "consiglieri di Stato" dal regno di Enrico III in poi, vennero assistiti dal maître des requêtes.
Nel loro tentativo di migliorare la loro efficienza al governo i re tentarono di ridurre il numero di consiglieri. Carlo V aveva un consiglio di dodici membri. Sotto Carlo VIII e Luigi XII il consiglio del re era dominato dai membri di circa venti tra famiglie nobili o molto ricche. Sotto Francesco I il numero totale dei consiglieri giunse a circa settanta (con una maggior fetta d'influenza affidata all'antica nobiltà).
Le materie più importanti erano discusse in un consiglio ridotto di soli sei membri (tre membri nel 1535, quattro nel 1554), mentre il consiglio più allargato era consultato per questioni giudiziarie e finanziarie. Francesco I venne in qualche modo criticato per essersi rivolto a un numero troppo ridotto di consiglieri, mentre Enrico IV, Caterina de' Medici e i loro figli si trovarono frequentemente incapaci di negoziare con le casate dei Guisa e dei Montmorency nel loro consiglio. In periodi di crisi il numero dei membri del consiglio tendeva ad aumentare: cento consiglieri sotto Carlo IX, durante i momenti peggiori delle guerre di religione francesi.
Dal 1661 sino alla Rivoluzione francese l'amministrazione reale venne divisa in diverse sezioni del consiglio reale (circa 130 persone) e un ristretto gruppo di ministri e segretari di Stato. I consiglieri di governo erano i più importanti erano presieduti personalmente dal re. Malgrado l'opinione popolare il re ascoltava di fatto i suoi consiglieri e spesso adottava l'opinione della maggioranza: secondo Saint-Simon Luigi XIV si scontrò con il consiglio in sole sei occasioni.

## Consigli Reali
Nel tempo il consiglio iniziò progressivamente a dividersi in subconsigli separati secondo gli affari da discutere. Dall'inizio del XIII secolo già si potevano distinguere due consigli, uno più piccolo – il Conseil étroit ("consiglio interno") o Conseil secret – e un consiglio più grande detto Grand Conseil.
Sotto Carlo VII iniziò a crearsi un ulteriore subconsiglio per gli affari giudiziari. Un'ordinanza di Carlo VIII nel 1497, riaffermata da Luigi XII nel 1498, rimosse questo dal consiglio del re e stabilì un tribunale autonomo sotto il nome di Grand Conseil. Il Grand Conseil divenne una suprema corte di giustizia (a cui il re non prendeva parte) con solo personale legale e giuridico e con il compito di dare pareri personali a questioni direttamente sottoposte al re (la cosiddetta "justice retenue" o "justice reservé"). Questa ulteriore rimozione consentì al consiglio del re di occuparsi unicamente degli affari politici ed amministrativi.
Francesco I creò il Conseil des Affaires – un piccolo gruppo informale di cancellieri, un segretario ed altri confidenti fidati, che potesse discutere di questioni politiche e diplomatiche, tra cui la guerra. Il rimanente gran consiglio (di 50–60 membri) prese il nome di "Conseil ordinaire" ("Consiglio Regolare") o "Conseil d'État" ("Consiglio di Stato"), ma perse molto del proprio prestigio, al punto che il re non vi partecipò più regolarmente; in sua assenza il consiglio era presieduto dal cancelliere. Dopo il 1643 il "Conseil des Affairs" venne generalmente conosciuto con il nome di "Conseil d'en haut" ("Alto Consiglio"), per il fatto che le stanze ad esso dedicate erano poste al secondo piano della reggia di Versailles.
A partire dal 1560 venne creato un consiglio separato per discutere di questioni finanziarie: il "Conseil des finances"; attorno al 1600 questo consiglio venne riunito al consiglio di stato con il nome di "Conseil d'État et des finances". Il "Conseil d'État et des finances" perse il suo prestigio durante il regno di Luigi XIII e terminò la propria funzione di corte suprema per dispute legali concernenti l'amministrazione reale e le decisioni del sovrano in ambito finanziario e di tassazione. Dalla fine del XVII secolo il ruolo del consiglio come giudice nelle dispute amministrative venne sostituito dal "Conseil d'État privé" e il suo apparato finanziario venne assorbito dal "Conseil royal des finances" e dalla figura del Controllore Generale delle Finanze.
Nel XVI secolo, con la completa autonomia come tribunale separato dal consiglio del re assunta dal Gran Conseil, si ritenne comunque che alcune sessioni dovessero essere discusse e giudicate dal consiglio. Queste sessioni speciali si tenevano presso il "Conseil d'État privé" ("Consiglio privato di Stato"). In teoria il re doveva presiedere questo consiglio con i suoi consiglieri regolari, ma in realtà il consiglio era presieduto dal cancelliere e dotato di un corpo di personale legale specifico.
Il Consiglio Privato agiva da corte suprema, pronunciando giudizi sulle varie corti sovrane del regno (tra cui il parlamento ed il Grand Conseil), e dava giudizi finali di revisione ed interpretazione della legge, giudicando le dispute degli uffici reali, i benefici della chiesa e i problemi tra cattolici e protestanti. In questa maniera il Conseil privé fu il predecessore dell'attuale Conseil d'État.
Prima della fine del XVII secolo il "Conseil privé" era l'unico consiglio giudiziale, ma allo stesso tempo si occupava anche di alcune questioni amministrative di competenza del "Conseil d'État et des finances" (che cessò così di esistere). Questo nuovo consiglio, denominato "Conseil d'État privé, finances et direction", venne diviso in tre sezioni che si incontravano separatamente: il "Conseil des parties", la "Grande direction des finances" e la "Petite direction des finances".
Dal 1630 il "Conseil des Dépêches" venne creato con le notizie ed i rapporti amministrativi inviati dai governatori e dagli intendenti delle province.
Malgrado queste divisioni in subconsigli, dal punto di vista giuridico questi erano visioni diverse dello stesso consiglio, e la decisione doveva comunque riflettere il volere del re. Anche quando il re non era di fatto presente ai suoi consigli egli era considerato presente, e solo la formula di chiusura cambiava: l'espressione "le Roi en son Conseil" venne usata quando il re non era presente agli incontri, mentre l'espressione "le Roi étant en son Conseil" era utilizzata quando era presente.
I subconsigli del Consiglio del Re possono essere generalmente raggruppati come "consigli di governo", "consigli finanziari" e "consigli amministrativi e giudiziali". Con i nomi delle divisioni tra XVII e XVIII secolo questi subconsigli erano:
Consigli di governo:
- Conseil d'en haut ("Alto Consiglio", concernente gli affari più importanti di stato) – composto dal re, dal principe ereditario (il "delfino"), dal cancelliere, dal contrôleur général des finances e dal segretario di stato per gli affari esteri.

- Conseil des dépêches ("Consiglio dei dispacci", concernente le notizie ed i rapporti amministrativi dalle province) – composto dal re, dal cancelliere, dai segretari di stato, dal contrôleur général des finances e da altri consiglieri convocati a seconda delle discussioni.

- Conseil de Conscience ("Consiglio di Coscienza", concernente gli affari religiosi e le nomine episcopali) – composto dal re, dai principali "Ministre de l'État" intesi come cardinali e vescovi scelti personalmente dal monarca.

Consigli finanziari:
- Conseil royal des finances ("Consiglio reale delle finanze") – composto dal re, il "chef du conseil des finances" (incarico onorifico), il cancelliere, il contrôleur général des finances e da due suoi consiglieri e intendenti di finanza.

- Consiglio reale del commercio

Consigli giudiziali e amministrativi:
- Conseil d'État et des Finances o Conseil ordinaire des Finances – dalla fine del XVII secolo, le sue funzioni vennero largamente assorbite dalle seguenti tre sezioni.

- Conseil privé o Conseil des parties' o Conseil d'État ("Consiglio Privato" o "Consiglio di Stato", concernente il sistema giudiziale, istituito ufficialmente nel 1557) – il maggiore dei consigli reali, era composto dal cancelliere, dai duchi con parìa, dai ministri e dai segretari di stato, dal contrôleur général des finances, da 30 consiglieri di stato, da 80 maître des requêtes e dall'intendente delle finanze.

- Grande Direction des Finances

- Petite Direction des Finances

Il Consiglio del Re includeva inoltre varie commissioni e uffici. Oltre alle sezioni amministrative cui sopra, il re si circondò inoltre di personale di corte come i membri della famiglia reale, valletti, guardie, ufficiali onorifici raggruppati sotto il nome di "Maison du Roi".
Alla morte di Luigi XIV il reggente Filippo II, duca d'Orléans abbandonò molte di queste strutture amministrative, inaugurando il sistema della polisinodia che perdurò dal 1715 al 1718.